# سرخیو دیاز (بازیکن فوتبال، زاده ۱۹۹۱)
سرخیو دیاز (انگلیسی: Sergio Díaz؛ زادهٔ ۲ ژوئیهٔ ۱۹۹۱) بازیکن فوتبال اهل اسپانیا است.
از باشگاه‌هایی که در آن بازی کرده‌است می‌توان به باشگاه فوتبال هرکولس، باشگاه فوتبال مالاگا، باشگاه فوتبال اوئسکا، و باشگاه فوتبال رئال اویدو اشاره کرد.